# Manne Runsten
Ernst Emanuel (Manne) Runsten, född 13 oktober 1891 i Pojo socken, Nyland, Finland, död 4 januari 1945 i Stockholm, var en finländsk-svensk målare och teaterdekoratör.
Runsten var son till trädgårdsmästaren Ernst Frithiof Runsten och Vilhelmina Kristina Wiman samt gift med skådespelaren Märta Arbin och far till Lars Runsten. Efter avslutade studier vid Tekniska skolan i Visby studerade Runsten vid Konsthögskolan i Stockholm 1911–1913 och deltog samtidigt i Axel Tallbergs etsningskurs. Därefter fortsatte han sina studier vid Högre konstindustriella skolan i Helsingfors samt vid Althins målarskola i Stockholm. Han var efter sin utbildning huvudsakligen verksam som teaterdekoratör och utförde dekorationer för teatrar i Stockholm, Köpenhamn och Helsingfors samt arbetade som filmarkitekt. Han medverkade i en samlingsutställning i Visby 1913 samt i utställningarna Svensk scendekorativ konst 1916–1936 på Drottningholms teatermuseum och Svensk teaterkonst under 20 år 1916–1936 som visades på Skånska konstmuseum och Charlottenborg i Köpenhamn 1936. Hans stafflikonst består av porträtt och landskap. Runsten finns representerad vid Drottningholms teatermuseum. Han är begravd på Norra kyrkogården i Visby.

## Teater

### Scenografi (ej komplett)
| År   | Produktion | Upphovsmän                                                     | Regi             | Teater                | Noter                                  |
| ---- | --- | -------------------------------------------------------------- | ---------------- | --------------------- | -------------------------------------- |
| 1924 | Kungens amour | Brita von Horn                                                 | Mathias Taube    | Komediteatern         |                                        |
| 1925 | Till främmande hamn Outward Bound                                                                                  | Sutton Vane                                                    | Ernst Eklund     | Komediteatern         |                                        |
| 1926 | De kuttrande duvorna Die Taube in der Hand Den farliga hunden Der Hund im Hirn Den galande tuppen Der Hahn im Korb | Curt Goetz                                                     | Einar Fröberg    | Komediteatern         |                                        |
| 1927 | Dover-Calais | Julius Berstl                                                  | Ernst Eklund     | Komediteatern         |                                        |
| 1927 | Guldgrävare Gold-Diggers                                                                                           | Avery Hopwood Översättning Björn Halldén                       | Ernst Eklund     | Djurgårdsteatern      |                                        |
| 1927 | Spelet om kärleken och döden Le Jeu de l'amour et de la mort                                                       | Romain Rolland                                                 | Rune Carlsten    | Oscarsteatern         |                                        |
| 1928 | Skandalskolan School for scandal                                                                                   | Richard Brinsley Sheridan Översättning Gustaf Linden           | Johannes Poulsen | Oscarsteatern         | Scenografi tillsammans med Karl Wiberg |
| 1928 | Den fångna La prisonnière                                                                                          | Édouard Bourdet                                                | Ernst Eklund     | Komediteatern         |                                        |
| 1928 | Sista slöjan | G.W. Wheatley                                                  | Ernst Eklund     | Komediteatern         |                                        |
| 1929 | Spöktåget The Ghost Train                                                                                          | Arnold Ridley                                                  | Gösta Cederlund  | Komediteatern         |                                        |
| 1929 | Tolvskillingsoperan Die Dreigroschen Oper                                                                          | Bertolt Brecht och Kurt Weill Översättning Curt Berg           | Ernst Eklund     | Komediteatern         |                                        |
| 1929 | God morgon, Bill Good Morning, Bill                                                                                | P.G. Wodehouse och Ladislas Fodor Översättning Gösta Cederlund | Gösta Cederlund  | Komediteatern         |                                        |
| 1930 | Norrtullsligan | Einar Fröberg                                                  | Einar Fröberg    | Teatern vid Sveavägen |                                        |
| 1930 | Årgång 30 Aargang 1929                                                                                             | Jens Locher                                                    | Tollie Zellman   | Teatern vid Sveavägen |                                        |
| 1931 | Till främmande hamn Outward Bound                                                                                  | Sutton Vane                                                    | Ernst Eklund     | Komediteatern         |                                        |
| 1931 | Det fattas en man Il manquait un homme                                                                             | Félix Gandéra                                                  | Ernst Eklund     | Komediteatern         |                                        |
| 1931 | Lilla Katarina La Petite Catherine                                                                                 | Alfred Savoir Översättning Elsa Thulin                         | Ernst Eklund     | Komediteatern         |                                        |
| 1933 | Den lilla butiken Penz nem minden                                                                                  | Ladislaus Bus-Fekete                                           | Ernst Eklund     | Komediteatern         |                                        |